# Hans Andringa
Lodewijk Hans Andringa (Rotterdam, 12 november 1948) is een Nederlands beeldend kunstenaar, actief geweest als graficus, schilder en docent aan de Willem de Kooning Academie te Rotterdam. Andringa werkte voort in de traditie van Antoon Derkzen van Angeren.

## Levensloop
Geboren en getogen in Rotterdam, studeerde Andringa van 1966 tot 1971 aan de Academie voor Beeldende Kunsten te Rotterdam. Hij was een leerling van Toon Wegner. 
Na zijn afstuderen vestigde Andringa zich als beeldend kunstenaar in Rotterdam. In 1987 begon hij daarnaast als docent autonoom aan de Willem de Kooning Academie, en docent beeldende technieken en kunstgeschiedenis aan de Academie voor Bouwkunst te Rotterdam. Na zijn pensionering verhuisde hij in 2011 naar Dordrecht.
Andringa verwierf enige nationale bekendheid met zijn grafische werk mede door zijn vele exposities in het land. In de jaren 1980 maakte hij ook grafisch werk voor het literaire werk van o.a. J.M.A. Biesheuvel, Hans Bouma, Lévi Weemoedt, Jan Eijkelboom en Pablo Neruda. In een artikel over zijn werk in het Vrije Volk in 1989 verwoordde hij de essentie van zijn werk als volgt: "Ik probeer met een minimum aan beeld een maximum aan emotie op te roepen."

## Exposities, een selectie
- 1983. Lijnbaancentrum, Rotterdam.[5]
- 1989. Grafiek nu 8 & poezie, grafiekbiënnale, het Singer Museum.[6]
- 2011. Graphos Biënnale, nieuwe ontwikkelingen in de grafiek met werk van o.a. Hans Andringa, Inez Odijk en Francine Steegs. Kruithuis, Den Bosch.[7]

## Publicaties, een selectie
- Andringa, Hans. Grafiek Hans Andringa : uit de collectie Benjamin van den Bos. 1996.
- Hans Andringa en Otto Egberts, Beelden in de verte.  's-Hertogenbosch: Ansgar Editions, 2010.
- Andringa, Hans. Een zachte ruis : Hans Andringa 40 jaar grafiek. Duo/Duo, 2010.